# مارغريت بوندفيلد
مارغريت بوندفيلد (بالإنجليزية: Margaret Bondfield)‏ (و. 1873 – 1953 م) هي سياسية بريطانية من حزب العمال، وكانت ناشطة في مجال حقوق المرأة، وهي أول سيدة إنجليزية تصبح وزيرة دولة في تاريخ السياسة الإنجليزية، أنتخبت في 1921 أمينة سر الاتحاد الوطني للنساء العاملات، ثم رئيسة المجلس العام لمؤتمر نقابات العمال (TUC)، وبعد بضع سنوات انتخبت عضوة في المجلس النيابي، وعينت أمينة سر المجلس في حكومة العمال الأولى 1924 وحكومة العمال الثانية 1929 وبهذه الحكومة أختيرت «وزير الدولة لشؤون العمل والمعاشات» في الفترة (8 يونيو 1929–24 أغسطس 1931) ، وأصبحت حينها أول امرأة مستشارة للملكة.
ولدت بوندفيلد في بيئة متواضعة، وتلقت تعليمًا رسميًا محدودًا. بعد إمضائها فترة تدريب في مجال التطريز، توظفت بوندفيلد كعاملة متجر في كل من برايتون ولندن. صُدمت مارغريت من الظروف التي يعاني منها عمال المتاجر، ولا سيما أولئك الذين يعيشون في المكان الذي يعملون به، وأصبحت عضوًا ناشطًا في نقابة عمال المتاجر. بدأت بوندفيلد بعدها التحرك في الأوساط الاشتراكية، إلى أن عُينت في عام 1898 سكرتيرًا مساعدًا للاتحاد الوطني المدمج لعمال المتاجر وعمال المستودعات والكَتَبة (NAUSAWC). برزت بوندفيلد لاحقًا في العديد من الحركات الاشتراكية النسائية، إذ شاركت، في عام 1906، في تأسيس رابطة العمل النسائي (WLL)، وترأست جمعية المطالبة بمنح حق الاقتراع للبالغين. فضلت بوندفيلد توسيع نطاق الحق في التصويت ليشمل جميع البالغين بغض النظر عن جنسهم أو ممتلكاتهم، بدلًا من النداء بالمطالبة بتطبيق «نفس الشروط المطبقة على الرجال» التي نادى بها المتشددون من المطالبين بحق المرأة في الاقتراع؛ وتسببت رؤيتها هذه بفصلها من قيادة جمعية المطالبة بمنح البالغين حق الاقتراع.
بعد تركها منصبها النقابي في عام 1908، عملت بوندفيلد سكرتيرة تنظيمية لرابطة العمل النسائي، ثم انتقلت لتعمل موظفة شؤون المرأة في الاتحاد الوطني للعمال البلديين والعامين. انتُخبت بوندفيلد بعدها لعضوية مؤتمر نقابات العمال في عام 1918، وأصبحت في عام 1923 رئيسة للمؤتمر، وانتخبت لأول مرة، في نفس العام، لعضوية البرلمان. عملت مارغريت بوندفيلد في الحكومة قصيرة الأجل ذات الأقلية العمالية في عام 1924، وشغلت منصب السكرتير البرلماني لوزارة العدل في الفترة بين عامي 1929-1931 التي تميزت بحدوث العديد من الأزمات الاقتصادية التي عصفت بحكومة حزب العمال الثانية. تسببت رغبة بوندفيلد في إعادة النظر باقتطاعات استحقاقات البطالة بإبعادها عن الحركة العمالية مع أنها لم تكن تتبع رامزي ماكدونالد في الحكومة الوطنية التي خلفت حكومة العمال بعد سقوطها في شهر أغسطس 1931. ظلت بوندفيلد نشطة في الاتحاد الوطني للعمال البلديين والعامين حتى عام 1938، وأجرت، خلال الحرب العالمية الثانية، تحقيقات لصالح الفريق النسائي المعني بالرفاه العام.

## أولى سنوات حياتها وطفولتها
ولدت مارغريت بوندفيلد، المعروفة بين معارفها باسم «ماغي»، بتاريخ 17 مارس 1873 في مدينة شارد سومرست. كانت مارغريت المولود العاشر، والفتاة الرابعة، بين الأبناء الأحد عشر لوليام بوندفيلد وزوجته، ابنة كاهن إحدى الأبرشيات، آن بوندفيلد (آن تيلور قبل الزواج). عمل والدها في صناعة المخرمات، وكان له تاريخ من النشاط السياسي، وكان في شبابه سكرتيرًا لاتحاد شارد السياسي (مركز محلي راديكالي قمعته السلطات بالقوة العسكرية عدة مرات). كان بوندفيلد أيضًأ نشطًا في رابطة مكافحة قانون الذرة في أربعينات القرن التاسع عشر. علّم بوندفيلد نفسه بنفسه، وكان مفتونًا بالعلوم والهندسة، وكان واحدًا من المصممين الذين شاركوا بتصميم آلة الطيران، التي عرضت في المعرض الكبير عام 1851، والتي كانت بمثابة أول نموذج لطائرة حديثة. فقد ويليام وظيفته عندما كانت طفلته مارغريت بعمر الرضاعة، ولم يتمكن بعدها من العثور على عمل بدوام كامل. عانت العائلة من مشقة مادية، وكانت على شفا حفرة الانتقال إلى ملجأ الفقراء. مع ذلك، بذل ويليام وزوجته، آن، قصارى جهدهما لضمان تحصيل تعليم جيد لاطفالهما وإعدادهم للحياة. كانت مارغريت طفلة ذكية، وكانت تمتلك مهارات في إلقاء الشعر والعزف على البيانو عرضتها على العموم في احتفالات المدينة ونزهات المدارس في يوم الأحد. حتى عمر الثالثة عشر، التحقت مارغريت بالمدرسة المحلية الابتدائية؛ وعملت بعدها لمدة عام واحدة مدرسة متدربة في قسم الذكور من المدرسة (وكانت تتقاضى ثلاثة شلنات في الأسبوع الواحد). نظرًا لندرة فرص العمل في المدينة، تركت مارغريت شارد في عام 1887، وكانت حينها في الرابعة عشر من عمرها، لبدء تدريب مهني في متجر درابر في منطقة هوف، القريبة من مدينة برايتون.

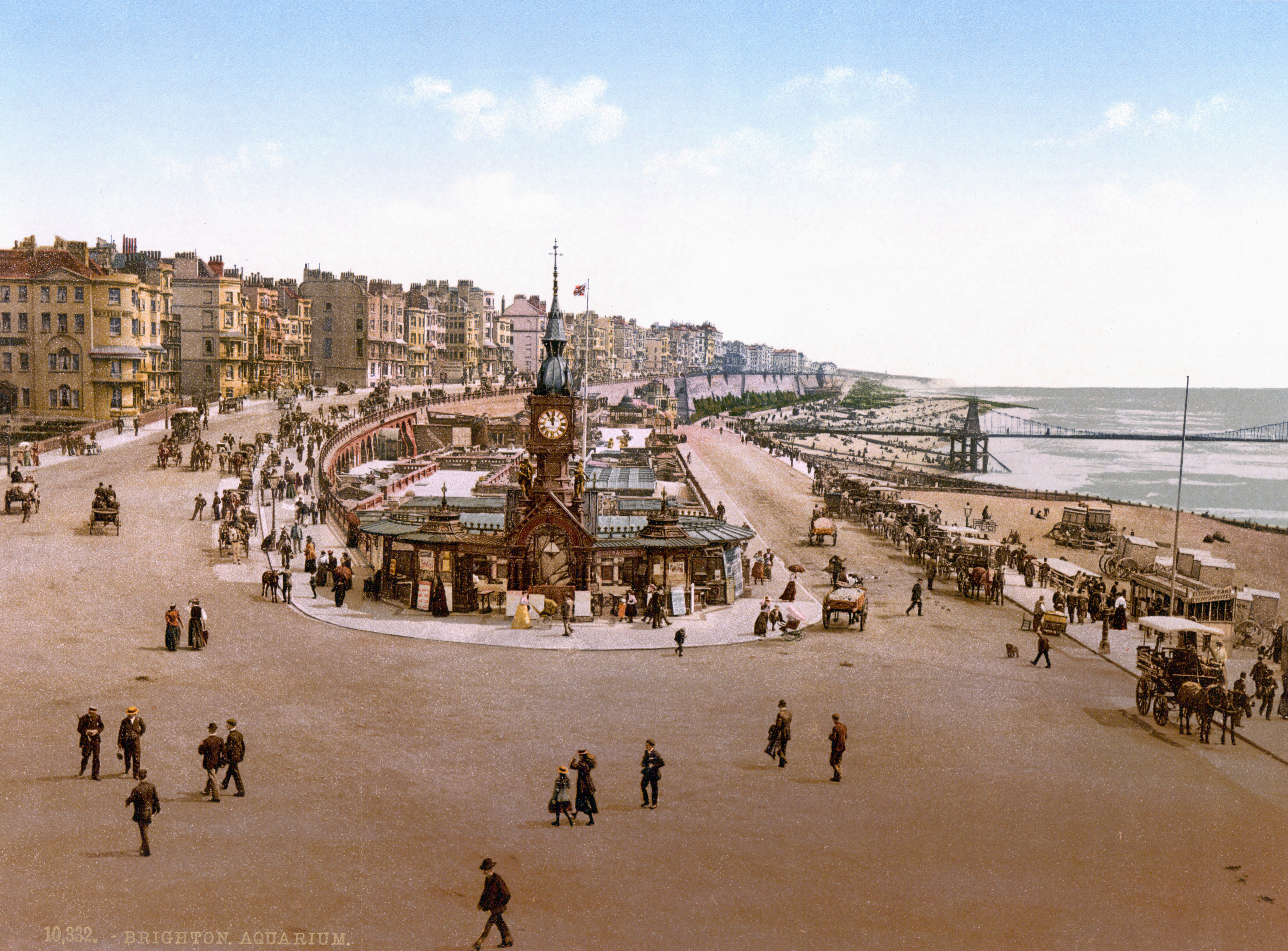
مدينة برايتون في تسعينيات القرن التاسع عشر.

## سنوات عملها الأولى

### عاملة متجر
بدأت بوندفيلد العمل في مجال تجارة الأقمشة والتطريز في شارع تشيرش رود في هوف، حيث كان يعامل المتدربون الصغار معاملة أفراد العائلة. كانت العلاقة بين العملاء والمساعدين في العمل ودية للغاية، وكانت الذكريات التي كونتها بوندفيلد عن هذه الفترة من حياتها سعيدة عمومًا. أكملت بوندفيلد تدريبها المهني، وعملت مساعدة مقيمة في سلسلة متاجر للأقمشة في مدينة برايتون، وخاضت بسرعة تجربة حياة موظفي المتجر المتمثلة بتواجد أرباب عمل سيئي الطباع، وبالعمل لساعات طويلة جدة، وبانعدام الخصوصية، والعيش في ظروف معيشية سيئة للغاية. تحدثت بوندفيلد عن تجربتها في العمل في المتاجر التي تؤمن المسكن لموظفيها، فقالت: «ظروف المكان، وبالأخص الازدحام، كانت غير صحية أبدًا، أما الطعام فكان سيئًا جدًا وغير كافٍ مع مواجهة احتمال وقوع أي نوع من الأخطار في كل لحظة... وجدت الرذائل الطبيعية وغير الطبيعية أرضًا خصبة لها في العديد من المساكن التابعة للمتاجر». شعرت مارغريت ببعض الراحة بعد إقامتها لعلاقة صداقة قوية مع إحدى الزبائن الثريات، لويزا مارتنديل، ومع ابنتها، هيلدا. رأت عائلة مارتنديل، الليبرالية المستنيرة اجتماعيًا والمدافعة عن حقوق المرأة، في بوندفيلد فتاة متعملة وراغبة في التعلم، فأعارت السيدة لويزا مارغريت بعضًا من كتبها التي ساهمت كثيرًا في تعزيز اهتمام الأخيرة بالمسائل الاجتماعية ودراسة ظروف العمل. وصفت مارغريت السيدة مارتينداليس بأنها «ذات التأثير الأكثر وضوحًا على حياتي.. لقد وضعتني على طريق المعرفة التي ساعدت العديد من زميلاتي في المتجر». 
كان شقيق مارغريت، فرانك بوندفيلد، نقابيًا في لندن، وتمكن من تأسيس عمل له في مجال الطباعة. بعد تمكنها من ادخار خمس جنيهات استرلينية، قررت مارغريت الانتقال للعمل مع شقيقها. وجدت مارغريت أن ظروف العمل في متاجر لندن ليست بأفضل مما كانت عليه في مدينة برايتون. مع ذلك، اتسعت دائرة المعارف الاجتماعية والسياسية لمارغريت من خلال شقيقها. أصبحت مارغريت عضوًا نشطًا في الاتحاد الوطني المدمج لعمال المتاجر وعمال المستودعات والكَتَبة، وغابت في بعض أيام الأحد عن الكنيسة لحضور اجتماعات الاتحاد. تلقت أغلب تعليمها السياسي والأدبي في النادي النموذجي، حيث التقت جورج برنارد شو وسيدني ويب وبياتريس ويب. انضمت بوندفيلد، بتأثير من هؤلاء الاشتراكيين، إلى الجمعية الفابية، ولاحقًا إلى حزب العمل المستقل (ILP). 
كان على مارغريت بوندفيلد، بصفتها عاملة في متجر، أن تعمل بين 80 إلى 100 ساعة في الأسبوع ل 51 أسبوع في العام، وكانت تُرسل في وقت متأخر من الليل للتحقق من إغلاق المحلات المنافسة للمتجر التي كانت تعمل فيه قبل إغلاقه. بدأت بوندفيلد توثيق تجربتها في العمل من خلال كتابة سلسلة من المقالات والقصص تحت اسم مستعار، «جريس دير»، لمجلة عمال المتاجر الشهرية، عامل المتجر. كتبت خلسة في الليل: «كنت أضيء شمعة ثمنها نصف بنس وأخفي وهجها بمنشفة وأبدأ عملي على مقالاتي الشهرية». عُينت في عام 1896 وكيلًا سريًا للمجلس الصناعي النسائي، وعملت في العديد من المتاجر في الوقت الذي كانت توثق فيه كل جانب من جوانب الحياة والعمل في المتجر. نشرت إفاداتها حول الاستغلال والظروف السيئة التي يعيشها عمال المتاجر باسم «غريس دير»، في كل من مجلة عامل المتجر وصحيفة ديلي كرونيكل، واعتمد المجلس الصناعي النسائي على تقارير بوندفيلد عند وضع تقريره المتعلق بظروف العمل في المتاجر، والذي نشر في عام 1898. 

## وصلات خارجية
- مارغريت بوندفيلد على موقع الموسوعة البريطانية (الإنجليزية)

- Hansard 1803–2005: contributions in Parliament by Margaret Bondfield
- Chard Museum
- أعمال مارغريت بوندفيلد في ليبري فوكس

| مقاعد البرلمان             | مقاعد البرلمان                                                                                      | مقاعد البرلمان                 |
| -------------------------- | --------------------------------------------------------------------------------------------------- | ------------------------------ |
| سبقه تشارلز مكوردي         | عضو مجلس النواب عن نورثامبتون 1923–1924                                                             | تبعه آرثر هولاند               |
| سبقه باتريك هاستينغز       | عضو مجلس النواب عن والسند 1926–1931                                                                 | تبعه ايرين وارد                |
| المكاتب النقابية           | |                                |
| سبقه آرثر هاي داي وجون هيل | ممثل مؤتمر اتحاد الحرف للاتحاد الأمريكي للعمل 1918 – 1919 مع: فريدريك هال (1918) صموئيل فيني (1919) | تبعه جاك جونز وجيه دبليو أوغدن |
| المناصب السياسية           | |                                |
| سبقه آرثر ستيل ميتلاند     | وزير العمل 1929–1931                                                                                | تبعه هنري بترتون               |